# Fargoa gaudens
Fargoa gaudens is een slakkensoort uit de familie van de Pyramidellidae. De wetenschappelijke naam van de soort is voor het eerst geldig gepubliceerd in 1993 door Odé.